# Malteserstraße (Düren)

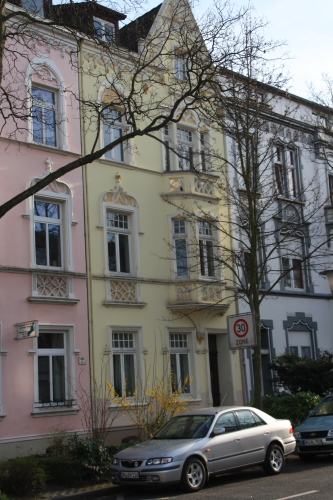
Wohnhaus Malteserstraße 9

Die Malteserstraße in der Kreisstadt Düren (Nordrhein-Westfalen) ist eine Innerortsstraße.
Die Straße, die in Düren-Nord liegt, verbindet die Neue Jülicher Straße mit der Paradiesstraße. Dabei überquert sie die Veldener Straße.
In der Straße steht das denkmalgeschützte Wohnhaus Nr. 9.

## Geschichte
Wie auch die Johanniterstraße ist die Straße nach der schon 1290 in Düren nachweisbaren Johanniter-Kommende Velden benannt. Die Johanniter bekamen 1530 von Kaiser Karl V. die Insel Malta geschenkt. Seit dieser Zeit nannten sie sich auch Malteser. 
Früher hieß der Weg Veldener Weg. 1934 wurde die Teichbrücke gebaut. Die Bewohner von Düren-Nord und den weiter gelegenen Orten mussten nun nicht mehr durch die Innenstadt, um zur Glashütte, zur Zuckerfabrik oder zum Schlachthof zu ihrer Arbeitsstelle zu kommen. 
In den Jahren 1939 bis 1942 entstanden in der östlichen Straße 60 Volkswohnungen.